# Азін Володимир Мартинович
А́зін Володи́мир Марти́нович (Миха́йлович) (*26 вересня 1895, село Мар'яново — †18 лютого 1920, станиця Тихорєцька) — герой Громадянської війни, червоний комдив.

## Життєпис
Народився у Вітебській губернії, в сім'ї сільського кравця. Закінчив церковно-приходську школу, потім Полоцьке міське училище. В 1915 році був призваний до армії, служив у Смоленській губернії в інженерному батальйоні та одночасно вивчав військову справу. Наприкінці 1917 року брав участь у боях проти німців на Псковсько-Двінському напрямку.
В січні 1918 року був назначений командиром латиського комуністичного загону Червоної Гвардії. З серпня командував Арською групою військ 2-ї Армії Східного фронту, яка брала участь у боях навколо Казані 10 вересня. Успішно командуючи 27-ю вільною дивізією, в 1918 році керував взяттям Іжевська (7 червня), Воткінська (11 червня), Єкатеринбурга (14 червня). Командував 28-ю стрілецькою дивізією, брав участь у боях проти військ О. В. Колчака, з вересня 1919 року — проти військ А. І. Денікіна. 29 січня 1920 року дивізія Азіна першою вийшла на річку Манич, 17 лютого була повністю розбита кіннотою К. К. Мамонтова. Азін був захоплений у полон білими та страчений.